# Seget (Split-Dalmatië)
Seget (Italiaans: Seghetto) is een gemeente in de Kroatische provincie Split-Dalmatië.
Seget telt 4904 inwoners. De oppervlakte bedraagt 77,9 km², de bevolkingsdichtheid is 63 inwoners per km².
Steden (gradovi): Split · Hvar · Imotski · Kaštela · Komiža · Makarska · Omiš · Sinj · Solin · Stari Grad · Supetar · Trilj · Trogir · Vis · Vrgorac · Vrlika

Gemeenten (općine): Baška Voda · Bol · Brela · Cista Provo · Dicmo · Dugi Rat · Dugopolje · Gradac · Hrvace · Jelsa · Klis · Lećevica · Lokvičići · Lovreć · Marina · Milna · Muć · Nerežišća · Okrug · Otok · Podbablje · Podgora · Podstrana · Postira · Prgomet · Primorski Dolac · Proložac · Pučišća · Runovići · Seget · Selca · Sućuraj · Sutivan · Šestanovac · Šolta · Tučepi · Zadvarje · Zagvozd · Zmijavci